# Джаул
 Тази статия е за единицата за енергия.  За британския физик вижте Джеймс Джаул.  
Джаул, наричан понякога още ватсекунда и означаван със символа J, е единицата от Международната система единици (SI) за измерване на енергия (потенциална, кинетична, електрическа, топлинна), а също така на работа и количество топлина. Стандартното определение на джаул е следното:
1 J е работата, извършена от сила 1 N при преместване на тяло на разстояние 1 m по направление на силата, т.е.
{\displaystyle {\rm {1J=1N\cdot m=\left({\frac {kg\cdot m}{s^{2}}}\right)\cdot m={\frac {kg\cdot m^{2}}{s^{2}}}=Pa\cdot m^{3}=1W\cdot s}}}
Други дефиниции:
{\displaystyle {\rm {1J=1\Omega \cdot A^{2}\cdot s=1W\cdot s=1kg\cdot m^{2}\cdot s^{-2}\,}}}
Единицата носи името на английския физик Джеймс Джаул (1818 – 1889), който установява, че няколко различни вида енергия (механична, електрическа, топлинна) могат да бъдат преобразувани една в друга, като по този начин създава предпоставки за формулирането на Закона за запазване на енергията. През 1840 г. Джаул открива връзката между електрическия ток, протичащ през резистор, и отделяната топлина (Закон на Джаул), а по-късно, независимо от Юлиус Роберт фон Майер, открива връзката на топлината с механичната работа.

## История
На първия Международен конгрес на електротехниците на 20 и 21 септември 1881 г. в Париж, освен че CGS системата е обявена за задължителна, допълнително към тази „абсолютна система“ се обявява и една „практическа система“, която съдържа единиците ом, ампер, волт, кулон и фарад, които са по-удобни за използване в електротехниката от единиците, пряко следващи от CGS системата. Двете системи се различават единствено от коефициенти със степени на десет.
Във встъпителната си реч като президент на Британската асоциация за напредък на науката Карл Вилхелм Сименс допълва практическата система с вебер, ват и гаус; джаулът е предложен като единица за топлинна енергия. Предлага се да бъде определен като еквивалентен на 107  erg, единицата за енергия в CGS. Джаулът е въведен на Втория международен конгрес по електричество, провеждащ се в годината на смъртта на Джеймс Прескот Джаул (31 август 1889 г.) като абсолютна практическа електрическа единица за работа и енергия на електрическия ток. Четвъртият международен конгрес по електротехника през 1893 г. в Чикаго подкрепя въвеждането на единицата, като леко го променя и го нарича теоретичен вместо абсолютен.
Международната конференция по електрически единици и еталони (Лондон, 1908 г.) установява международни електрически единици, в това число и международния джаул. След възвръщането на 1 януари 1948 г. към абсолютните електрически единици е прието съотношението: 1 международен джаул = 1,00020 абсолютни джаула.
През юни 1935 г. Международната електротехническа комисия, наследник на Международния електрически конгрес приема MKS (предшественика на SI), в която е включен и джаулът.
Международният комитет по мерки и теглилки през 1946 г. определя джаула като работата, което се извършва от сила на един метър в посоката на преместване. Генералната конференция по мерки и теглилки ратифицира тази дефиниция на деветото си заседание през 1948 г., и по-специално изисква джаул да се използва в калориметрията, вместо калория. От 1960 г. насам джаулът е част от Международната система единици (SI).

## Практически примери

### Равностойност на един джаул
Един джаул (1 J) енергия се получава например и в следните случаи:
- завъртане на ъгъл 1 rad с момент 1 N·m (единицата радиан е безразмерна);
- протичане на ток 1 А при напрежение 1 V (т.е. действие на мощност 1 W) в продължение на 1 s.

### Други примери
- Топлинна енергия, съответстваща на енергия при температура 1 К: 1,380×10−23 J
- Енергия на фотона на червения цвят във видимия спектър: 2,61×10−19 J
- Енергия на Ферми на металното злато: 8,8×10−19 J [6]
- Атомна единица за енергия (енергия на Хартри), {\displaystyle \!E_{h}=m_{\mathrm {e} }c^{2}\alpha ^{2}}: 4,360×10−18 J
- Енергия, отделена при взрив на 1 тон тротил (тротилов еквивалент): 4,184×109 J
- Енергия, отделена при атомната бомбардировка на Хирошима: около 6×1013 J
- В джаули се дава енергията на проектили (предимно неразривни) за леко стрелково оръжие (пушки и пистолети) като за 9 mm пистолетни патрони е 300 – 600 J, за 7,62х39 (патрон за „калашник“) – около 2000 J, за 7,62x54R – около 4000 J, за 12 калибър (ловна пушка) – около 3 – 4000 J в зависимост от теглото на сачмения снаряд и т.н.

## Превръщане в други единици
| 1 cal   | = 4,1855 J             | 1 J | = 0,2389 cal               |
| 1 th    | = 4,1855 MJ            | 1 J | = 2,389·10-7 th            |
| 1 kWh   | = 3 600 000 J          | 1 J | = 2,777·10-7 kWh           |
| 1 Ws    | = 1 J                  | 1 J | = 1 Ws                     |
| 1 erg   | = 10-7 J               | 1 J | = 107 erg                  |
| 1 Pa·m3 | = 1 J                  | 1 J | = 1 Pa·m3                  |
| 1 eV    | = 1,602 177 33·10-19 J | 1 J | = 6,241 506 363 09·1018 eV |

|            | Джаул         | Киловатчас    | Електронволт | Килопондметър | Калория      | Ерг           |
| ---------- | ------------- | ------------- | ------------ | ------------- | ------------ | ------------- |
| 1 kg·m²/s² | 0 1           | 0 2,778·10−7  | 0 6,242·1018 | 0 0,102       | 0 0,239      | 0 10·106      |
| 1 kW·h     | 0 3,6·106     | 0 1           | 0 2,25·1025  | 0 3,667·105   | 0 8,60·105   | 0 36·1012     |
| 1 eV       | 0 1,602·10−19 | 0 4,45·10−26  | 0 1          | 0 1,63·10−20  | 0 3,83·10−20 | 0 1,602·10−12 |
| 1 kp·m     | 0 9,80665     | 0 2,72·10−6   | 0 6,13·1019  | 0 1           | 0 2,34       | 0 98,0665·106 |
| 1 calIT    | 0 4,1868      | 0 1,163·10−6  | 0 2,611·1019 | 0 0,427       | 0 1          | 0 41,868·106  |
| 1 g·cm²/s² | 0 0,1·10−6    | 0 27,78·10−15 | 0 62,42·1012 | 0 10,2·10-9   | 0 23,9·10-9  | 0 1           |

### Киловатчас
Киловатчас (kWh) е мерна единица за активната енергия. Тя не е част от единиците на SI, но поради голямото ѝ практическо значение, ISO позволява използването ѝ в специални области. Такава специална област например е електротехниката. Чрез стандартната SI единица за работа и енергия джаул тя се изразява по следния начин:
1 kWh = 3,6 MJ (3 600 000 J)
Киловатчасът се използва в месечните сметки за консумираната от потребителите електрическа енергия. Тя е за предпочитане, защото по-този начин числата са малки, а и цената се изчислява на базата на киловатчас, а не джаул. Например печка с мощност 1000 W (1 kW), работеща за 1 h, изразходва енергия 1 kWh (или 3,6 MJ). Електрическа крушка от 60 W за един час консумира 0,06 kWh енергия, а примерно за хиляда часа – 60 kWh. Ако една крушка от 100 W свети по 1 час на ден в течение на 30 дни, изразходваната енергия се изчислява на:
100 W · 30 h = 3000 Wh = 3 kWh (или 10,8 MJ).
В Германия през януари 2011 г. стойността на 1 kWh за населението средно е € 0,2455.. За сравнение, с помощта на 1 kWh може да се добият 75 kg въглища, 35 kg нефт, да се изпекат 88 хляба, и да се изтъкат 10 m плат.

## Кратни единици
Понякога, когато измерваните стойности са особено големи или особено малки (на няколко порядъка), по-удобни се оказват единици, образувани със стандартните представки в SI. В таблицата по-долу са дадени най-употребяваните стойности, образувани чрез тях.
| Стойност                                                                   | Символ                        | Име |  | Стойност                                                         | Символ                         | Име                                                                                                  |
| -------------------------------------------------------------------------- | ----------------------------- | --- |  | ---------------------------------------------------------------- | ------------------------------ | --- |
| 10-1 J 10-2 J 10-3 J 10-6 J 10-9 J 10-12 J 10-15 J 10-18 J 10-21 J 10-24 J | dJ cJ mJ µJ nJ pJ fJ aJ zJ yJ | дециджаул сантиджаул милиджаул микроджаул наноджаул пикоджаул фемтоджаул атоджаул септоджаул йоктоджаул |  | 101 J 102 J 103 J 106 J 109 J 1012 J 1015 J 1018 J 1021 J 1024 J | daJ hJ kJ MJ GJ TJ PJ EJ ZJ YJ | декаджаул хектоджаул килоджаул мегаджаул гигаджаул тераджаул петаджаул ексаджаул сетаджаул йотаджаул |